# Alen (Cameroun)
Pour les articles homonymes, voir Alen.
Alen ou Allen est un village de la région du Centre au Cameroun, localisé dans l'arrondissement (commune) de Bikok et le département de la Méfou-et-Akono.

## Population
En 1965 Alen comptait 77 habitants, principalement des Etenga.
Lors du recensement de 2005, ce nombre s'élevait à 244.